# حافظه فضایی

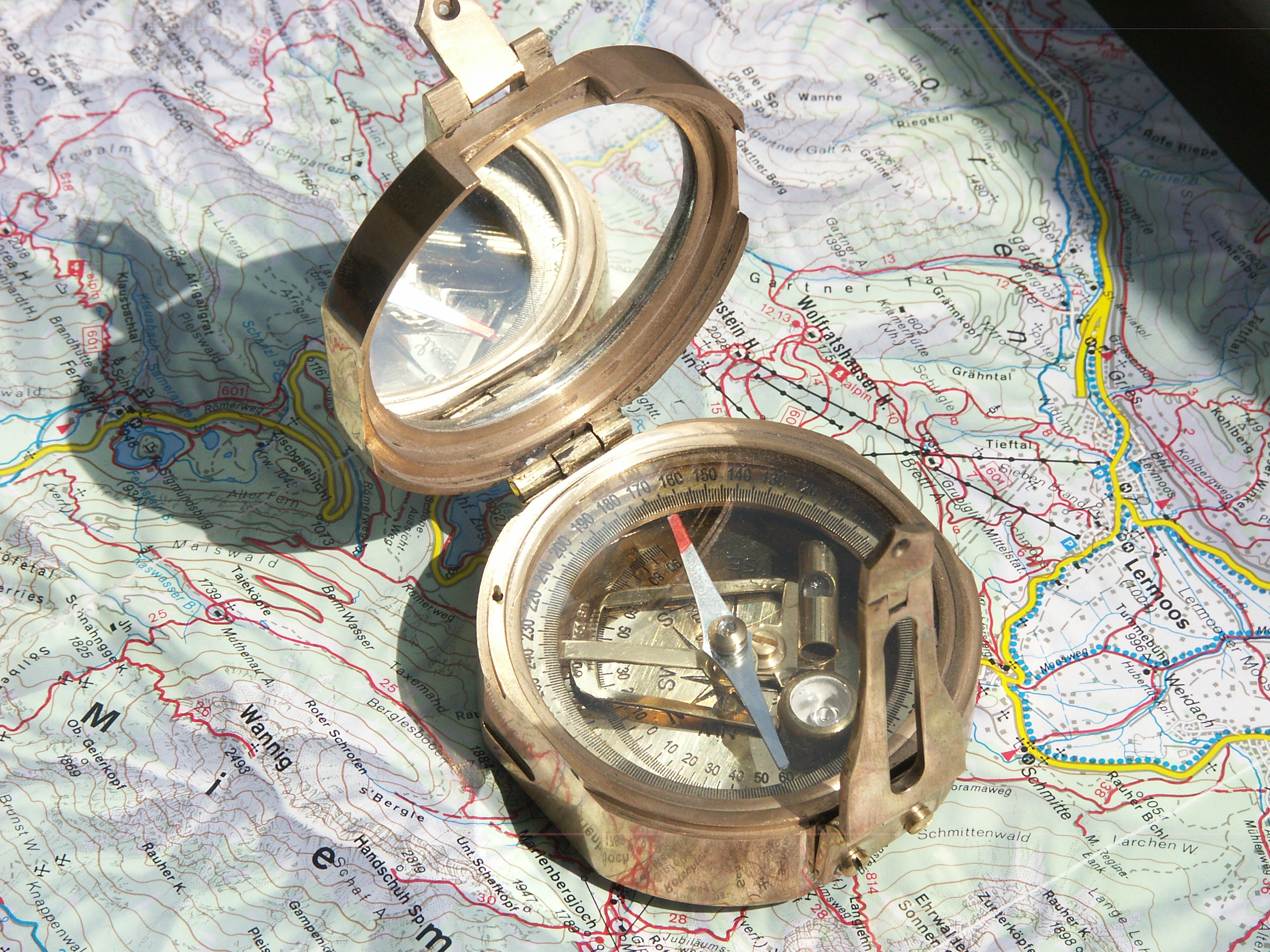
حافظه فضایی برای پیمایش در یک محیط ضروری است

در روان‌شناسی شناختی و علوم اعصاب، حافظه فضایی (به انگلیسی:spatial memory) شکلی از حافظه است که مسئول ثبت و بازیابی اطلاعات مورد نیاز برای برنامه‌ریزی یک دوره در یک مکان و یادآوری مکان یک شی یا وقوع یک رویداد می‌باشد. حافظه فضایی برای جهت‌یابی در فضا ضروری است. حافظه فضایی را نیز می‌توان به حافظه فضایی خودمحور یا ایگوسنتریک (به انگلیسی:egocentric) و دیگرمحور یا الوسنتریک (به انگلیسی:allocentric) تقسیم کرد. حافظه فضایی یک فرد برای حرکت در یک شهر آشنا مورد نیاز است. حافظه فضایی موش برای یادگیری محل غذا در انتهای یک هزارتو ضروری است. هم در انسان و هم در حیوانات، خاطرات فضایی به صورت یک نقشه شناختی خلاصه می‌شود.
حافظه فضایی بازنمایی‌هایی در حافظه کاری، کوتاه مدت و حافظه بلند مدت دارد. تحقیقات نشان می‌دهد که مناطق خاصی از مغز مرتبط با حافظه فضایی هستند. از روش‌های زیادی برای اندازه‌گیری حافظه فضایی در کودکان، بزرگسالان و حیوانات استفاده می‌شود.